# Rayeuk Paya Itik
Rayeuk Paya Itik is een bestuurslaag in het regentschap Aceh Utara van de provincie Atjeh, Indonesië. Rayeuk Paya Itik telt 359 inwoners (volkstelling 2010).